# Сардона

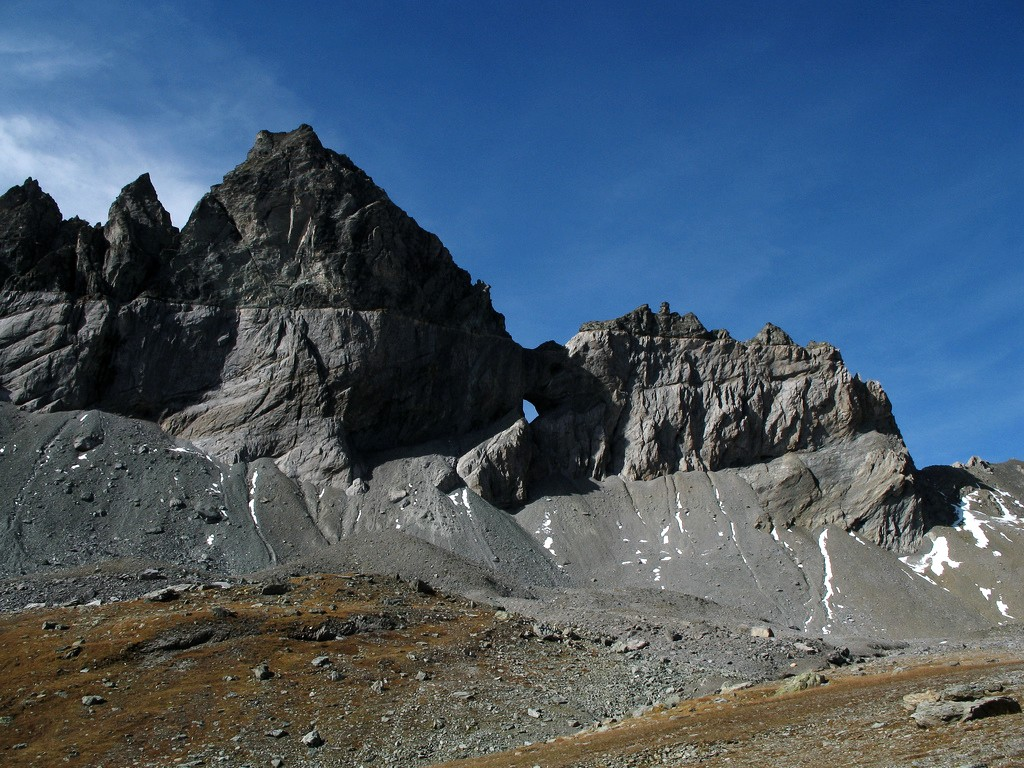
Скала Мартинслох с круглым отверстием

Тектоническая область Сардона (Гларнский шарьяж) — горный район на северо-востоке Швейцарии, представляющий собой обширный геологический надвиг площадью свыше 30 000 гектаров в составе Гларнских Альп. Ландшафт в данной местности примечателен удивительно стройной линией гор, среди которых особенно выделяется скала Мартинслох (нем. Martinsloch) с круглым отверстием в породе. Сразу семь пиков в Сардоне превышают высоту 3000 метров.
Формирование местных гор происходило за счёт столкновения между геологическими пластами разных возрастов и составов в результате тектонического давления внутри Земли. Так, более старые каменные глыбы пермского и триасового периодов взаимодействовали с более современными породами известняка (юра, мел) и флиша (палеоген). Это привело к образованию причудливого горного массива.
Местность издавна привлекала исследователей и уже к XVIII веку превратилась в важнейшую базу геологических наук. В 2008 году ЮНЕСКО включило шарьяж в список Всемирного наследия, как выдающийся образец, отражающий основные этапы геологической истории Земли и геоморфологических процессов.

## История исследований

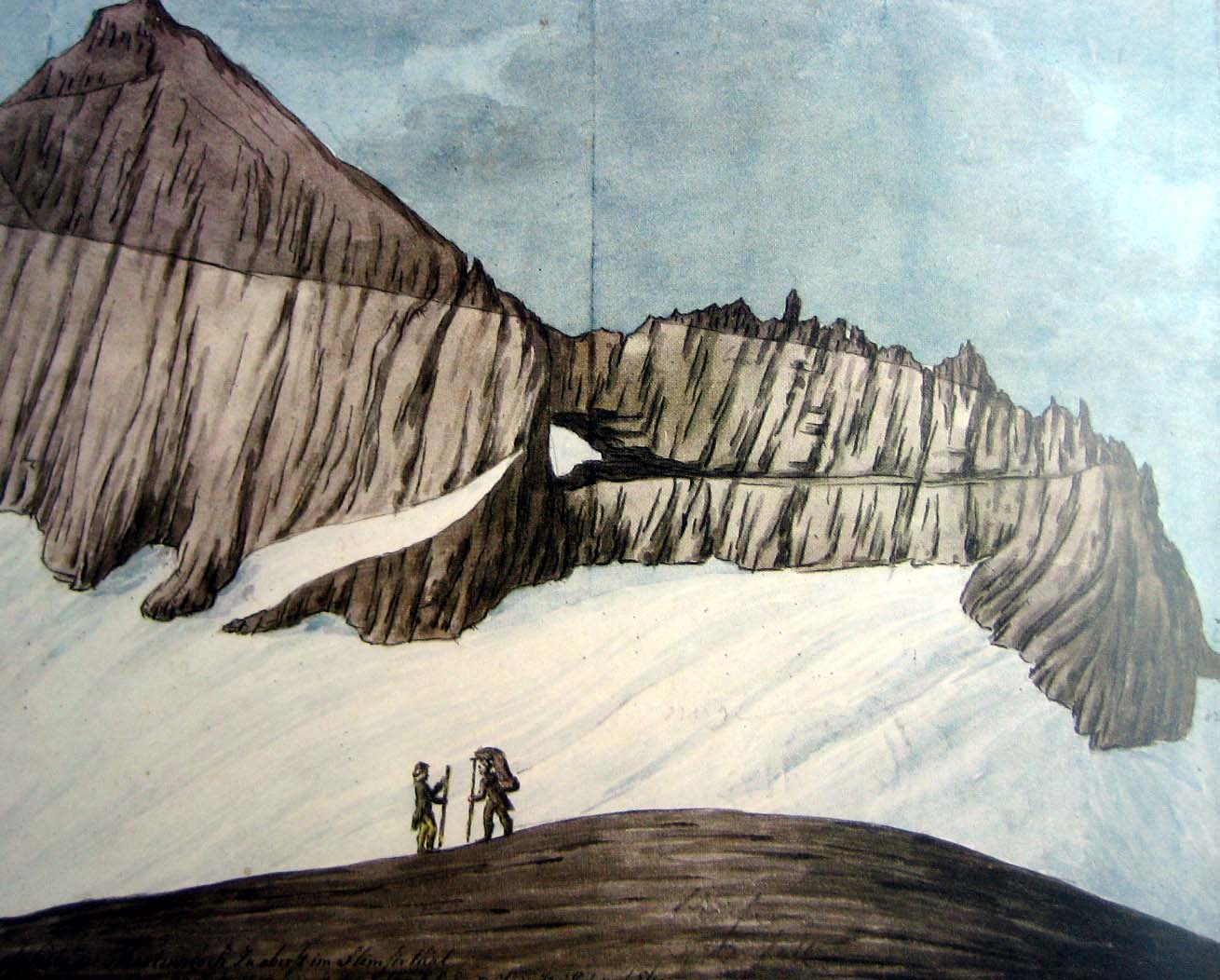
Гларнский шарьяж, рисунок Ханса Конрада Эшера фон дер Линца, 1812.

Тектоническая область долгое время оставалась загадкой для геологов. Первым естествоиспытателем по изучению геологических особенностей Сардоны стал Ханс Конрад Эшер фон дер Линц (1767—1823). Он обнаружил, что в некоторых скальных обнажениях более древние породы поднялись на поверхность, перекрыв новые молодые скалы — это противоречило имевшимся научным представлениям об орогенезе (горообразовании). Объяснение феномену попытался дать сын Ханса Конрада первый профессор геологии ETHZ Арнольд Эшер фон дер Линц (1807—1872), который осуществил картографию региона и увязал нестандартные наслоения с горизонтальными движениями земной коры. Однако в то время большинство учёных придерживалось того мнения, что горы образуются в результате вертикальных колебаний. Это привело к отказу Арнольда от своей первоначальной идеи, несмотря на то, что её поддержал международный авторитет в этой области Родерик Мурчисон, посетивший Сардону по приглашению швейцарца.
В 1884 году к идее геологического надвига возвращается француз Марсель Александр Бертран (1847-1907). К тому времени в Великобритании аналогичное объяснение дано происхождению Шотландского высокогорья. В 1893 году швейцарские геологи Ханс Шардт и Морис Люжон обнаруживают, что на западе страны во многих горных образованиях юрские каменные породы наслаиваются поверх более современной молассы. Альберт Хайм (1849-1937), преемник Арнольда в должности профессора геологии в ETHZ, организует более детальное картографирование горных районов Швейцарии. Между тем, всё больше горных цепей на планете признаются в качестве шарьяжных образований. И лишь в середине XX века с появлением современной теории тектоники плит было дано обстоятельное объяснение того, как образовалась Сардона.

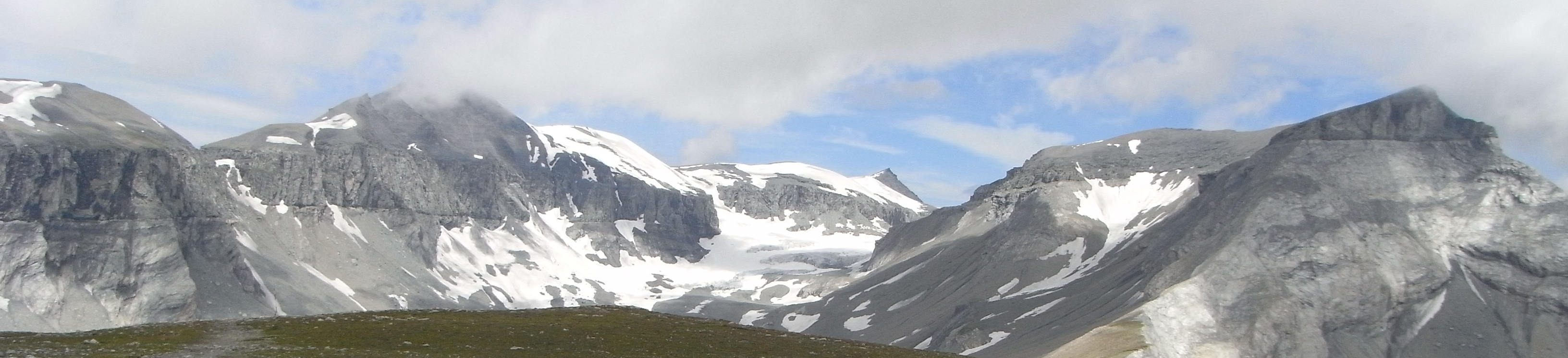